# Souain-Perthes-lès-Hurlus
Souain-Perthes-lès-Hurlus település Franciaországban, Marne megyében. Lakosainak száma 260 fő (2022. január 1.). Souain-Perthes-lès-Hurlus Jonchery-sur-Suippe, Minaucourt-le-Mesnil-lès-Hurlus, Saint-Hilaire-le-Grand, Sainte-Marie-à-Py, Sommepy-Tahure, Somme-Suippe, Suippes és Wargemoulin-Hurlus községekkel határos.

## Népesség
A település népessége az elmúlt években az alábbi módon változott:
| Lakosok száma | 184  | 168  | 203  | 202  | 221  | 234  | 238  | 240  | 250  | 260  |
|               | 1968 | 1982 | 1990 | 2006 | 2013 | 2015 | 2017 | 2019 | 2020 | 2022 |